# 河崎綾佳
河崎綾佳（日语：／ Kawasaki Ayaka，1991年7月5日—），日本女子羽毛球运动员。畢業於龍谷大學，現隸屬於七十七銀行羽毛球部。

## 簡歷
2016年4月，河崎綾佳出戰大溪地羽毛球國際挑戰賽，與荒木茜羽合作贏得女子雙打冠軍。

## 主要比賽成績
只列出曾進入準決賽的國際賽事成績：
| 年份   | 賽事                   | 公開賽級別 | 項目     | 拍檔     | 成績   |
| ------ | ---------------------- | ---------- | -------- | -------- | ------ |
| 2016年 | 大溪地羽毛球國際挑戰賽 | 國際挑戰賽 | 女子雙打 | 荒木茜羽 | 冠軍   |
| 2016年 | 比利時羽毛球國際賽     | 國際挑戰賽 | 女子雙打 | 荒木茜羽 | 準決賽 |

| 2007-2017年 | 首要超級賽 | 超級賽 | 黃金大獎賽 | 大獎賽 | 國際挑戰賽 | 國際系列賽 | 未來系列賽 | 其他 |

| 2018-2026年 | 總決賽 | 超級1000賽 | 超級750賽 | 超級500賽 | 超級300賽 | 超級100賽 | 國際挑戰賽 | 國際系列賽 | 未來系列賽 | 其他 |